# 관흥
관흥(關興, ? ~ ?)은 중국 삼국 시대 촉나라의 정치인으로 자는 안국(安國)이다. 관우의 차남인데 요절하였고 사서에는 짤막한 기록만이 남았다. 소설 《삼국지연의》에서는 관우의 아들이란 점에서 장비의 아들 장포와 마찬가지로 방대한 각색이 이루어졌다.

## 생애
아버지인 관우 사후 그 작위인 한수정후(漢壽亭侯)를 계승하였다. 젋어서부터 영명(令名)이 있어 승상 제갈량이 매우 남다르게 여겼다. 약관(弱冠)의 나이에 시중(侍中)·중감군(中監軍)이 되었으며 몇 년 후에 죽었다.

## 삼국지연의

### 아비의 죽음
사서가 아닌 소설 《삼국지연의》에서는 생몰년이 191년 ~ 234년으로 설정되어 있으며 무(武)에 능해 이릉 전투와 제갈량의 북벌에서 대활약하며 주로 장비의 아들인 장포와 콤비를 이룬다. 제74회에 첫 등장해 번성 전투를 치르고 있는 관우를 문안한다. 마침 우금을 무찌른 관우는 관원들의 전공을 기록한 문서를 관흥에게 주어 성도의 유비에게 전한다. 제77회, 유비에게 보고하는데 제78회에 관우의 죽음을 알고 통곡한다.
제81회, 이릉 싸움을 앞두고 장포와 선봉을 다툰다. 장포는 백 보 밖에서 활을 쏴 세 번 연달아 홍심(紅心)을 맞추고 관흥은 날아가던 기러기를 쏴 맞춘다. 장포가 말에 올라 덤벼오자 관흥도 집안에 전해오던 대감도(大砍刀)를 들고 부딪히려 한다. 조카들의 무예를 보자고 했던 유비는 이 지경이 되자 아버지들은 골육처럼 친했다며 꾸짓고는 관흥더러 장포를 형으로 여길 것을 명한다. 장포가 한 살 더 많기 때문이다. 둘은 화살을 꺾어[절전, 折箭] 영원히 서로를 구호할 것을 맹세하고 유비를 호위하게 된다.

### 동정에서의 활약
제82회, 오나라에선 25살의 젊은 장수 손환이 의도(宜都)에서 대항한다. 관흥과 장포는 선봉인 오반에게 합세한다. 장포가 이이와 대결하던 중 말이 담웅(譚雄)의 화살에 맞아 넘어진다. 이이가 장포의 머리를 내리치려는데 관흥이 먼저 달려나가 이이의 머리를 떨군다. 다음 날, 관흥이 손환을 30여 합 만에 패주시키니 오반도 장남, 풍습 등 군대를 끌고 공세를 가한다. 그 과정에서 관흥이 담웅도 사로잡는다. 오반·장남·풍습이 계책을 세워 관흥과 장포가 각각 5,000명으로 매복했다가 손환을 구하러오던 최우를 기습한다. 최우는 장포에게 생포당한다.
본진으로 복귀한 둘을 유비가 ‘예전의 장수들은 늙어 무소용한데 새로이 두 조카가 영웅’이라며 칭찬한다. 이에 자극 받은 황충이 멋대로 최전선으로 나아간다. 마침 오나라에선 한당과 주태가 원군으로 온 상태다. 유비는 실언을 했다며 관흥과 장포더러 황충을 도우면서 약간의 공이라도 생기면 데려오라 한다. 제83회, 황충은 둘의 귀환 요청도, 도움도 거절하고 연이어 출격하다가 오군에 포위당한다. 마충의 화살까지 맞은 황충을 둘이 구출한다.

### 복수
유비가 직접 효정(猇亭)으로 출진한다. 장포가 하순(夏恂)을, 관흥이 주평(周平)을 쓰러트리고 한당·주태 진영으로 돌격한다. 유비가 “호랑이 아비에게 개 자식은 없다”[호부무견자, 虎父無犬子]며 감탄하고는 총공격을 해 효정을 점령한다. 관흥은 원수인 반장을 뒤쫓는데 산속으로 도주해 어디 있는지 행방이 묘연하고, 관흥은 산중을 수색하다 날이 저물어 길을 잃는다.
외딴 집 노인에게 한 끼 식사를 구걸한다. 들어가보니 관우를 신으로 모시고 있다. 얼마 지나 반장 역시 투숙을 청했다가 관흥을 보고 다시 나오는데 문밖에 얼굴은 짙은 대춧빛, 눈은 봉황처럼 찢어지고, 눈썹은 누에 모양에, 수염은 세 갈래로 나부끼며 녹색 전포(戰袍)와 금빛 갑옷을 입은 이가 홀연히 칼을 들고 나타난다. 반장이 놀라 몸을 돌리려는 찰나 관흥이 목을 벤다. 그 심장의 피로 관우의 신상(神像) 앞에서 제사지내고 청룡언월도와 반장의 수급을 챙겨 본영으로 향한다. 몇 리 가지 않아 원수이자 반장의 부장인 마충과 그 부하 300명에게 둘러싸인다. 마침 장포군이 가세하고 마충 쪽에도 미방과 부사인군이 가세한다. 혼전 끝에 병력이 적은 장포와 관흥이 퇴각한다.
미방과 부사인이 밤중에 마충을 살해하고 촉군에 투항한다. 관흥이 유비의 명을 받아 관우의 영위(靈位)를 세우고 미방과 부사인의 살을 발라 죽인다. 제84회, 유비군은 육손의 화공에 대패하고 관흥은 유비에게 백제성으로 도망가야 한다고 진언한다. 관흥과 장포는 유비를 보호하다 중상을 입는다.

### 북벌 수행
제87회, 성도의 유선을 지켜 제갈량의 남정엔 종군하지 않는다. 제91회, 용양장군(龍驤將軍) 관흥은 제갈량의 북벌에 장전좌호위사(帳前左護衛使)의 직책으로 참여한다. 제92회, 제1차 북벌의 서전인 봉명산 전투에서 선봉인 조운이 하후무와 정무의 함정에 빠진다. 장포가 설칙(薛則)을, 관흥이 동희(董禧)를 물리쳐 조운을 구한다. 셋과 등지가 위군을 합공해 격파하고 하후무는 남안군으로 달아난다. 넷이 남안성을 열흘간 공성하지만 함락시키지 못한다. 이후 234년 44세의 나이로 병에 걸려 사망한다.

## 가계
- 아버지 : 관우
  - 형 : 관평
  - 본인 : 관흥
    - 적자 : 관통(關統) - 관흥의 작위를 물려받았다. 유선의 공주과 혼인하였으며 관직은 호분중랑장(虎賁中郞將)까지 올랐다.
    - 서자 : 관이 - 관통에게 아들이 없어 그 뒤를 이었다.

## 같이 보기
- 삼국지 인물 목록

## 참고 문헌
- 《삼국지》36권 촉서 제6 관장마황조전 관우전